# 泥棒日記 (タケカワユキヒデのアルバム)
『泥棒日記』（英語表記:Journal du Voleur）とは、1984年8月21日に発売されたタケカワユキヒデの4枚目のアルバムである。

## 概要
- 前作と同じく、”武川行秀”と漢字でクレジットされたアルバム
- このアルバムの曲には、一つも英語で書かれた曲がない。

## 収録曲
1. トゥナイト(LOVE YOU TONIGHT)
  - 作詞：国木田あこ、TAKE　作曲：タケカワユキヒデ
  - LOUDNESSの高崎晃が、ギターで参加している。
2. ホット・ナイト（HOT NIGHT)
  - 作詞：国木田あこ、タケカワユキヒデ　作曲：タケカワユキヒデ
3. グッド・ガール（GOOD GIRL)
  - 作詞：国木田あこ、タケカワユキヒデ　作曲：タケカワユキヒデ
4. ユー（YOU)
  - 作詞：国木田あこ、TAKE　作曲：タケカワユキヒデ
5. ローラ
  - 作詞：国木田あこ、TAKE　作曲：タケカワユキヒデ
6. 傷ついたハート、ひきずってLOVE　YOU
  - 作詞：国木田あこ、タケカワユキヒデ　作曲：タケカワユキヒデ
7. テイク・ア・チァンス（TAKE A CHANCE)
  - 作詞：国木田あこ、TAKE　作曲：タケカワユキヒデ
8. スィンキング・オブ・ユー（THINKING OF YOU)
  - 作詞：国木田あこ、TAKE　作曲：タケカワユキヒデ